# Tour de Luxembourg 2012
La 72e édition du Tour de Luxembourg a lieu du 30 au 3 juin 2012. La course fait partie du calendrier UCI Europe Tour 2012 en catégorie 2.HC.

## Étapes
| Étape | Date | Villes étapes | type | Distance (km) | Vainqueur d'étape | Leader du classement général |
| ----- | ---- | ------------- | ---- | ------------- | ----------------- | ---------------------------- |

## Classements finals
| \| Classement général \| Classement général \| Classement général \| Classement général \| Classement général \| \| Coureur \| Coureur \| Pays \| Équipe \| Temps \| \| ------------------ \| ------------------ \| ------------------ \| ------------------ \| ------------------ \| |         |      |        |       |
| |         |      |        |       |
| |         |      |        |       |
| Classement général |         |      |        |       |
| Coureur | Coureur | Pays | Équipe | Temps |